# Olivier Richters
Olivier Richters (Hilversum, 5 de Setembro de 1989), também conhecido como "The Dutch Giant" é um fisiculturista, ator e modelo holandês, e o fundador e CEO da Muscle Meat.

## Biografia e carreira
Conhecido por sua altura de 2,18 cm e por seu físico, ele foi o modelo de capa da edição holandesa da Men's Health em novembro de 2018 e tema de um documentário da revista. Ele foi entrevistado no Good Morning Britain em abril de 2019, onde seus futuros papéis de atuação foram discutidos, e ele revelou sua inspiração em Richard Kiel, o ator com a mesma altura que interpretou o capanga Jaws em dois filmes de James Bond.
Em 2019, foi anunciado no elenco de Viúva Negra, filme produzido pela Marvel Studios com estreia para julho de 2021. Em 2020, apareceu na série da HBO Gangs of London como Duncan. Ele também aparecerá em The King's Man e The Electrical Life of Louis Wain. Em abril de 2021, foi confirmado no filme Borderlands, no papel de Krom.

## Filmografia

### Filmes
| Ano  | Título                            | Personagem                          | Notas          |
| ---- | --------------------------------- | ----------------------------------- | -------------- |
| 2018 | Ravers                            | Homem do armazém                    |                |
| 2019 | Nailed                            | Iwan                                | Curta-metragem |
| 2020 | Knuckledust                       | Rawbone                             |                |
| 2020 | Miami Heat                        | Olivier                             |                |
| 2021 | Black Widow                       | Detento musculoso de gulag          | Pós-produção   |
| 2021 | The King's Man                    | Guarda enorme da cabana de máquinas |                |
| TBA  | The Electrical Life of Louis Wain | Viajante boxeador                   | Pós-produção   |
| TBA  | Borderlands                       | Krom                                | Filmando       |

### Televisão
| Ano  | Título           | Personagem              | Notas                   |
| ---- | ---------------- | ----------------------- | ----------------------- |
| 1991 | De zomer van '45 | Jasper                  | Minissérie; 1 Episódio  |
| 2014 | Fashion Planet   | Assistente de fotógrafo | Episódio: "Rolls Royce" |
| 2020 | Gangs of London  | Duncan                  | 1 Episódio              |